# أودو لاتيك
أودو لاتيك (بالألمانية: Udo Lattek) (16 يناير 1935 – 1 فبراير 2015) مدرب كرة قدم ألماني درب عدة اندية ألمانية مرموقة كأندية بايرن ميونخ بين عامي 1970-1974 و بوروسيا مونشنغلادباخ وبوروسيا دورتموند بالإضافة إلى نادي برشلونة الذي دربة خلال عامي 1981 و 1983 وحقق معه بطولة كأس أبطال الكؤوس الأوروبي.

## روابط خارجية
- أودو لاتيك على موقع قاعدة بيانات كرة القدم.إي يو (الإنجليزية)
- أودو لاتيك على موقع بيانات كرة القدم. دي إي (الألمانية)
- أودو لاتيك على موقع عالم كرة القدم.نت (الإنجليزية)